# Numerus Currens
Numerus Currens (lat. „Fortlaufende Nummer“) oder mechanische Aufstellung bezeichnet eine Methode der Magazinierung speziell in Bibliotheksmagazinen und Archiven, bei der die Medien in der Reihenfolge ihres Eingangs fortlaufend nummeriert und angeordnet werden. In der Regel wird dabei nach Format getrennt.

## Varianten
Es existieren verschiedene Varianten und Mischformen mit Aufstellungssystemen.
- Numerus Currens in Fachgruppen: Es wird systematisch und innerhalb der Systemstellen nach Eingang aufgestellt.
- Numerus Currens nach Jahren: Für jedes Erwerbungs- oder Erscheinungsjahr wird eine neue Aufstellungsgruppe angefangen.[1]

## Weblink
- Numerus Currens auf den Seiten der Universitätsbibliothek der Humboldt-Universität zu Berlin. Abgerufen am 2. Mai 2013.